# Lascito
Il làscito è un atto con il quale taluno dispone una donazione in favore di terzi di beni e/o valori di un certo rilievo; tipicamente si tratta di una manifestazione di liberalità espressa con il testamento e pertanto in genere da concretizzarsi mortis causa al momento della dipartita del donante (per successione testamentaria). A questi fini è molto prossimo al legato, dal quale si differenzia per alcuni aspetti di natura, a conti fatti, più capziosa e filologica che non sostanziale. I due termini si avvicinano infatti sin quasi alla coincidenza in sinonimo, ma sussistono tuttavia piccole specificità che li distinguono. Elemento comune, nella successione a causa di morte, è il riferimento a beneficiari in genere estranei alla linea di successione ordinaria (familiare), i quali ricevono il donativo pur non essendo fra i soggetti previsti per la successione necessaria, e dunque lo percepiscono in quanto legatari e non in quanto eredi. 
Intanto il termine "lascito" si riferisce alquanto genericamente all'azione (vista sotto il suo profilo "umano" e come espressione di volontà) del "lasciare" (in eredità o in dono), mentre il legato è, in senso più strettamente giuridico ed in ambito eminentemente successorio, principalmente il bene (o il valore fungibile) oggetto del lascito, quindi è l'oggetto dell'azione del "disporre un lascito" (= "disporre che sia donato [alla propria morte]"), oppure è l'istituto del legare nella sua accezione di costituzione di diritti ed obblighi (il legato è infatti un negozio giuridico).
L'atto che costituisce il legato, il lascito testamentario, è dunque - in termini semplici - una sorta di donazione con effetti derogati, postergati al momento della propria morte (caso tipico), e come tale la disposizione testamentaria che la prevede è in pratica un atto non ancora completo, per la cui verificazione e perfezionamento si attende il decesso del donante. Il legato è quindi più la "cosa legata", la radice etimologica riferendosi all'obbligo che si conferisce all'esecutore testamentario, che è "legato" a rispettare e far rispettare le volontà del defunto; è invece dal "lasciare" che viene l'altro termine.
Comunque si registra di fatto un uso pressoché sinonimico dei due termini anche in atti formali e di giustizia, questo sin dai prosatori delle Pandette. E non c'è sotto un profilo giuridico una differenziazione per qualità dei soggetti (donante e donatario), potendo tutti i tipi di soggetti capaci (persone, società, enti e qualsiasi altro tipo di soggetto) trovarsi tanto in posizione di emissione che di ricezione del lascito o del legato, senza apprezzabili differenze se non forse di stile delle descrizioni.
Il lascito, in realtà, è più che altro parola di lingua comune, e pertanto trova ortodossa applicazione anche per donativi portati ad effetto in corso di esistenza, ad esempio nel caso di un soggetto che per liberalità costituisca un vitalizio in favore di un terzo: in questo caso, diversamente dal tipo successorio, l'eventuale interposizione di un soggetto chiamato dal donante ad eseguire le sue disposizioni vedrebbe comparire la figura (sempre eventuale, appunto, e non necessaria) del procuratore e non dell'esecutore testamentario. Ed il termine lascito può trovarsi usato anche a proposito della trasmissione in eredità. 
Oppure, astrattamente e retoricamente, è il termine che indica quanto del passaggio terreno di soggetti benemeriti o comunque rimpianti, sia rimasto (culturalmente, eticamente o in altra modalità di vantaggio) a disposizione della collettività di riferimento; si parla in questi casi del lascito di un letterato, o di un filosofo, o di un eroe, o di simili figure di rilievo sociale il cui contributo sia ritenuto fortemente innovativo o profondo ed acquisito al progresso umano.